# Dynamic Data Exchange
Pour les articles homonymes, voir DDE (homonymie) et Dynamic.

Dynamic Data Exchange, ou DDE, en français : « Échange dynamique de données » est un protocole client-serveur défini par Microsoft depuis Windows 2 et OS/2 pour l'échange de données entre applications. Il a été présenté en 1987.
DDE permet d'ouvrir une session avec une autre application, envoyer une commande à l'application qui sert de serveur et recevoir une réponse. Il ne permet pas d'incorporer l'interface graphique de l'application serveur dans l'application cliente. Pour pouvoir utiliser correctement DDE, l'application cliente doit connaître les commandes disponibles sur l'application serveur qui ne sont généralement pas standardisées.

## Héritage
La première version du protocole OLE est fortement basée sur le protocole DDE. À l'inverse de DDE seul, OLE permet aussi d'incorporer l'application serveur dans l'application cliente.
Par la suite Microsoft a mis en avant les protocoles COM et OLE mais malgré cela, DDE est toujours utilisé dans certaines parties de Windows.

### Exemple d'application
Une utilisation possible est d'établir une conversation entre une application écrite en C et Excel, ouvrir une nouvelle feuille et la remplir avec des données.

## NetDDE
Microsoft a également fait une version qui rend capable les applications de converser même si elles ne sont pas sur le même ordinateur. Elle est rarement utilisée et elle est désactivée par défaut sur les versions Windows XP SP2 et Windows Server 2003 et a été retirée de Vista.